# Klocksklipparnas naturreservat
Klocksklipparnas naturreservat är ett naturreservat i Sollefteå kommun i Västernorrlands län.
Området är naturskyddat sedan 2022 och är 103 hektar stort. Reservatet ligger söder om Gåsnäs och består av berget med gamla tallar på toppen och granskog med inslag av lövträd längre ner.